# Desmana moschata
Desmana moschata là một loài động vật có vú trong họ Talpidae, bộ Soricomorpha. Loài này được Linnaeus mô tả năm 1758.

## Hình ảnh

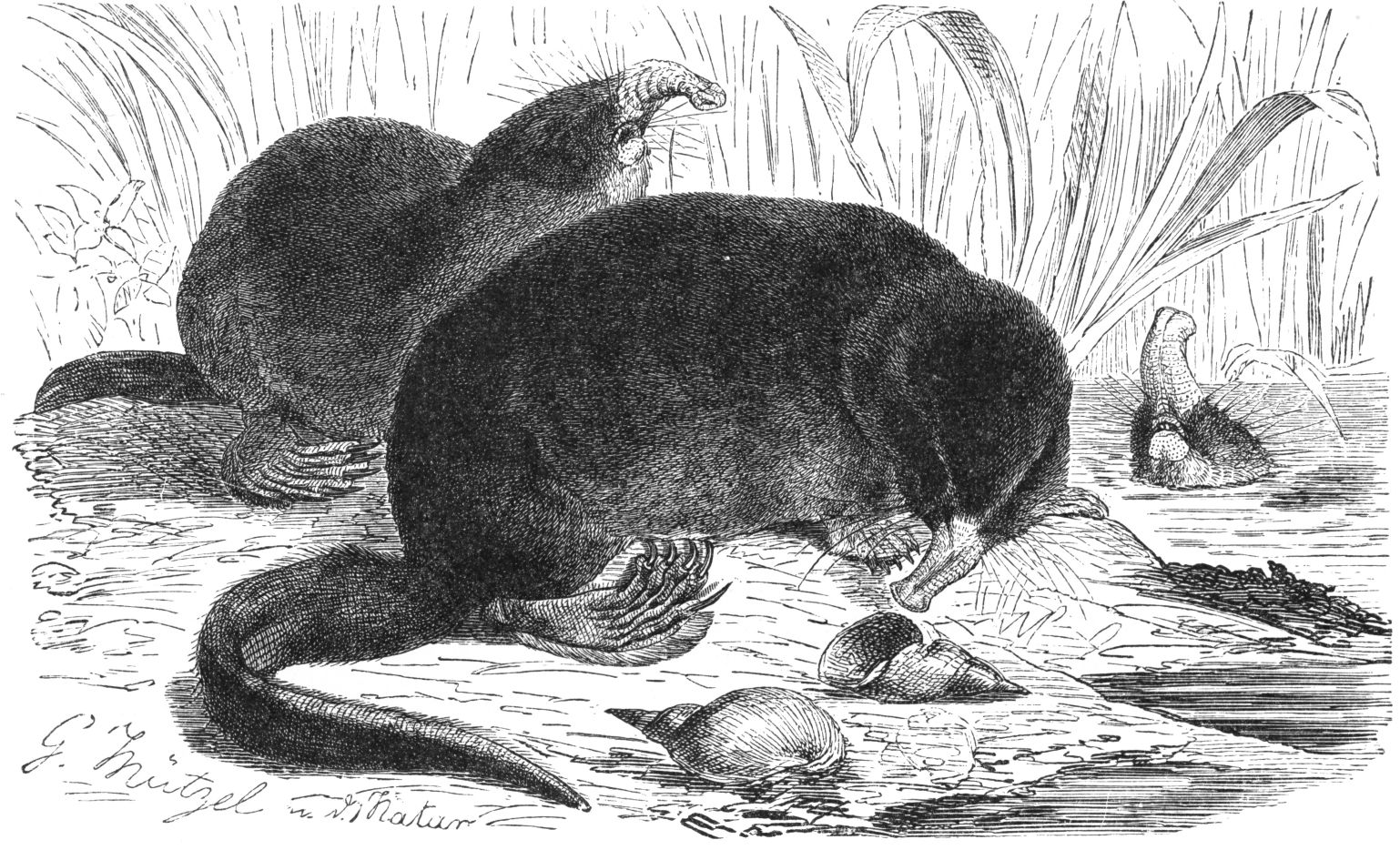
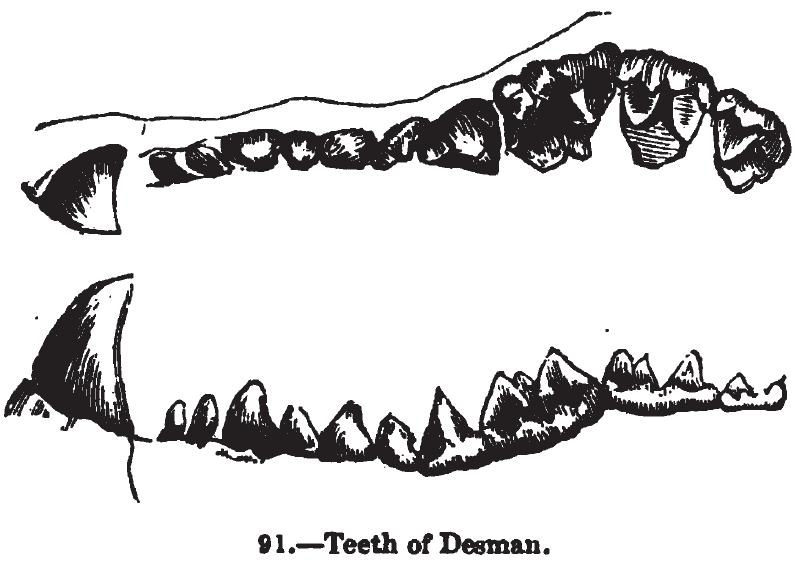
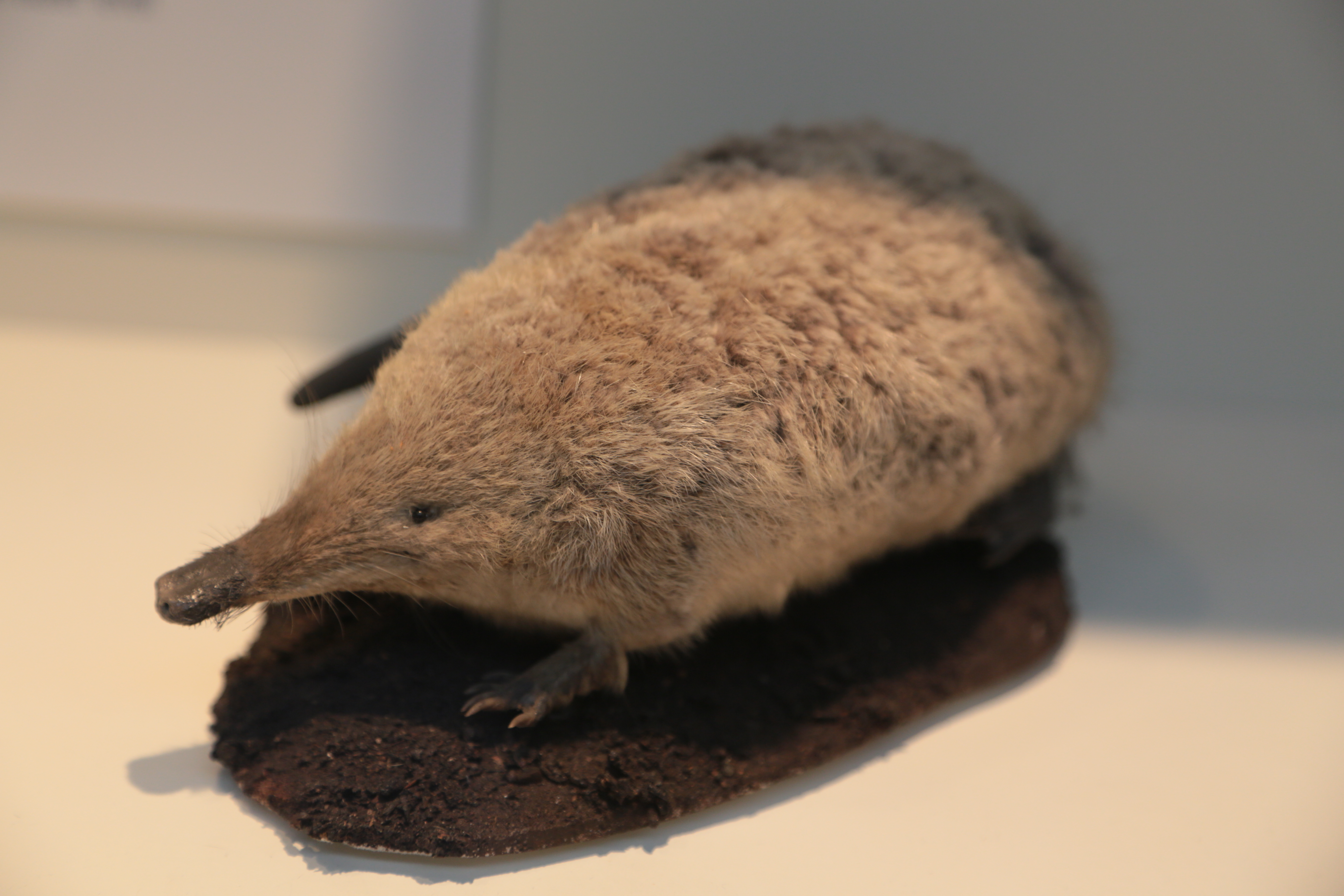
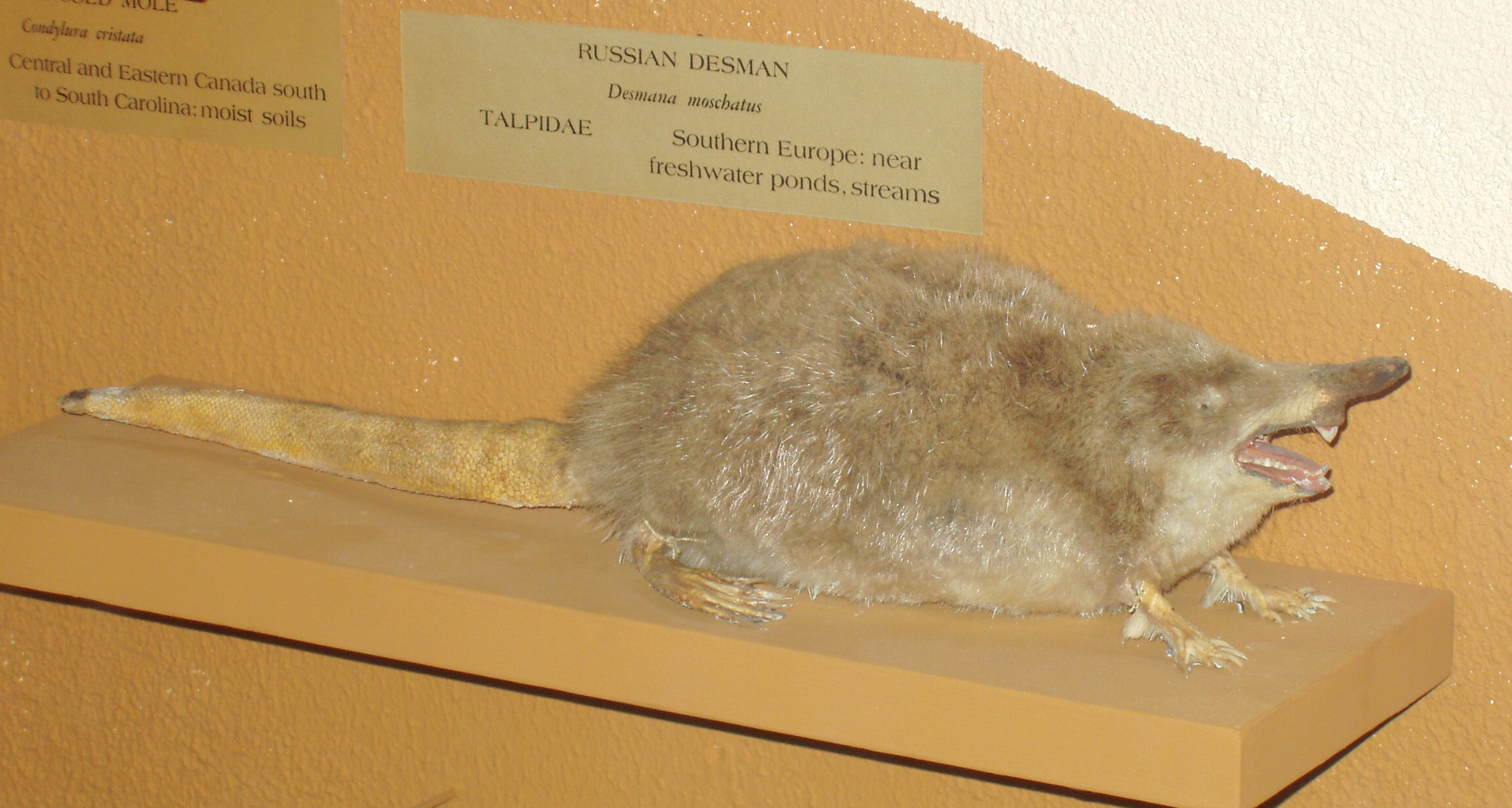